# Йоав Садан
Йоав Садан (англ. Yoav Sadan, нар. 15 жовтня 1979, Тель-Авів, Ізраїль) знаніший як Йоав (англ. Yoav) — співак та музикант ізраїльсько-румунського походження родом з Ізраїлю. Його дебютний альбом Charmed and Strange вийшов у 2008 році. Музика Йоава складається з його власного вокалу та акомпанементу акустичної гітари, яку він використовує для створення ритмічних бітів. Його пісня «Adore Adore» була використана як саундтрек до серії «Redwood» серіалу «Менталіст».

## Біографія
Виріс в Південній Африці, де на початку 2008 року вийшов дебютний альбом Charmed And Strange. Музика Yoav базується суто на своєму власному вокалі та акустичній гітарі. Його стиль важко чітко визначити: він змішує все від кантрі та фолку до техно та інді-року.

## Дискографія

### Студійні альбоми
| Рік  | Альбом                  |
| ---- | ----------------------- |
| 2008 | Charmed & Strange       |
| 2011 | A Foolproof Escape Plan |
| 2012 | Blood Vine              |

### Синглитамініальбоми
- Beautiful Lie [Remix ep] (2007)
- Charmed & Rearranged (EP) (2008)
- Club Thing [Import CD] (2008)
- Club Thing (Remix ep) (2008)
- Absolute New (Fan EP) (2009)
- Adore [ep] (2011)
- We All Are Dancing (2011)
- We All Are Dancing [remix ep] (2011)